# Osečina (wieś)
Osečina (cyr. Осечина) – wieś w Serbii, w okręgu kolubarskim, w gminie Osečina. W 2011 roku liczyła 768 mieszkańców.